# Борегард (Мисисипи)
Борегард (енгл. Beauregard) град је у америчкој савезној држави Мисисипи.

## Демографија
По попису из 2010. године број становника је 326, што је 61 (23,0%) становника више него 2000. године.
| Група             | 2000.       | 2010.       |
| Белци             | 123 (46,4%) | 186 (57,1%) |
| Афроамериканци    | 142 (53,6%) | 131 (40,2%) |
| Азијати           | 0 (0,0%)    | 0 (0,0%)    |
| Хиспаноамериканци | 0 (0,0%)    | 9 (2,8%)    |
| Укупно            | 265         | 326         |